# 3840 Mimistrobell
3840 Mimistrobell (1980 TN4) là một tiểu hành tinh vành đai chính được phát hiện ngày 9 tháng 10 năm 1980 bởi C. Shoemaker ở Palomar.